# Petar Škuletić
Petar Škuletić (Servisch: Петар Шкулетић) (Danilovgrad, 29 juni 1990) is een Servisch voetballer die bij voorkeur als aanvaller speelt. Hij tekende in 2015 bij Lokomotiv Moskou.

## Clubcarrière
Škuletić is afkomstig uit de jeugdacademie van FK Partizan. In 2007 debuteerde hij in het betaald voetbal in het shirt van FK Teleoptik. In 2009 trok de Serviër naar het Oostenrijkse LASK Linz. In 2011 speelde hij op huurbasis bij het Montenegrijnse FK Zeta. Op 30 augustus 2011 keerde de spits terug naar Servië, waar hij bij FK Vojvodina tekende. In 2013 werd hij kort uitgeleend aan Radnički Niš. Op 10 januari 2014 tekende Škuletić een vierjarig contract bij Partizan, de club waar hij zijn jeugdopleiding genoot. Hij maakte 21 treffers in 28 competitieduels voor Partizan. In 2015 tekende de aanvaller bij Lokomotiv Moskou.

## Interlandcarrière
Škuletić speelde vier interlands voor zowel Servië –17 als voor Servië –19. In 2015 debuteerde Škuletić voor Servië.